# Yokuts Valley
Yokuts Valley ist ein Ort im Fresno County des Bundesstaats Kalifornien in den Vereinigten Staaten. 
Nach dem Census des Jahres 2000 hat die Stadt 2691 Einwohner.

## Geographie
Yokuts Valley liegt östlich von Fresno im etwa 500 Meter hoch liegenden „Yokuts Valley“. Das Stadtgebiet umfasst 147,0 km² (56,8 mi²) Fläche, 146,7 km² (56,7 mi²) davon sind Land und 0,2 km² (0,1 mi²) Wasser.